# Classe préparatoire à l'École des chartes
 (novembre 2024).
Si vous disposez d'ouvrages ou d'articles de référence ou si vous connaissez des sites web de qualité traitant du thème abordé ici, merci de compléter l'article en donnant les références utiles à sa vérifiabilité et en les liant à la section « Notes et références ».
En France, les classes préparatoires à l'École des chartes sont des classes préparatoires littéraires préparant les étudiants qui les fréquentent au concours d'entrée à l'École nationale des chartes.
Les études durent deux ans. La première année, intitulée officiellement classe de lettres supérieures préparatoire à l'École nationale des chartes, est mieux connue sous le nom d'hypochartes à Henri IV. Au lycée Pierre de Fermat la première année s'intitule Chartes 1, la deuxième année Chartes 2. La seconde année est dite, à Henri IV, classe de première supérieure préparatoire à l'École nationale des chartes ou, plus souvent, chartes (ses étudiants de deuxième année sont appelés khârrés et les redoublants khûbes). Il existe deux sections du concours d'entrée en première année à l'École nationale des chartes. La section A, dite «classique», qui offre le plus grand nombre de postes au concours et la section B, dite «moderne». La plupart des classes préparatoires à l'École des chartes mélangent des élèves passant la section A et des élèves passant la section B du concours (comme au lycée Pierre de Fermat). En revanche la classe préparatoire à l'École des Chartes du lycée Henri IV ne prépare qu'à la voix A . Un certain nombre de khâgnes préparent des élèves à la section B du concours.

## Matières enseignées

### Section A
- français : 2h par semaine en première année à Henri IV, 4h en deuxième
- histoire médiévale : 5h/semaine en hypochartes à Henri IV
- histoire moderne : 5h/semaine en première année, 4h en deuxième à Henri IV
- latin : 6h/semaine à Henri IV. En 2e année, le cours est divisé entre version latine et thème latin, seule la version latine est obligatoire toute l'année, le thème peut être arrêté en cours de deuxième année pour laisser place à la version grecque
- langue vivante étrangère (anglais ou allemand ou espagnol à partir de 2010
- histoire contemporaine : seulement en seconde année, à hauteur de deux heures par semaine

En outre, les étudiants peuvent suivre des cours de grec ancien. Ces cours s'ajoutent au tronc commun en première année, et peuvent se substituer au thème latin en fin de seconde année,.

### Section B
- français
- histoire moderne
- histoire contemporaine (épreuve intégrée depuis la session 2010 dans la Banque d'Epreuves Littéraires des ENS, dont elle constitue l'épreuve d'histoire)
- langue vivante étrangère 1 (épreuve intégrée depuis la session 2010 dans la Banque d'Epreuves Littéraires des ENS)
- première option : version latine, version grecque, histoire des arts ou géographie
- seconde option : langue vivante étrangère 2 ou histoire médiévale (deux heures en seconde année seulement)

## Lycées

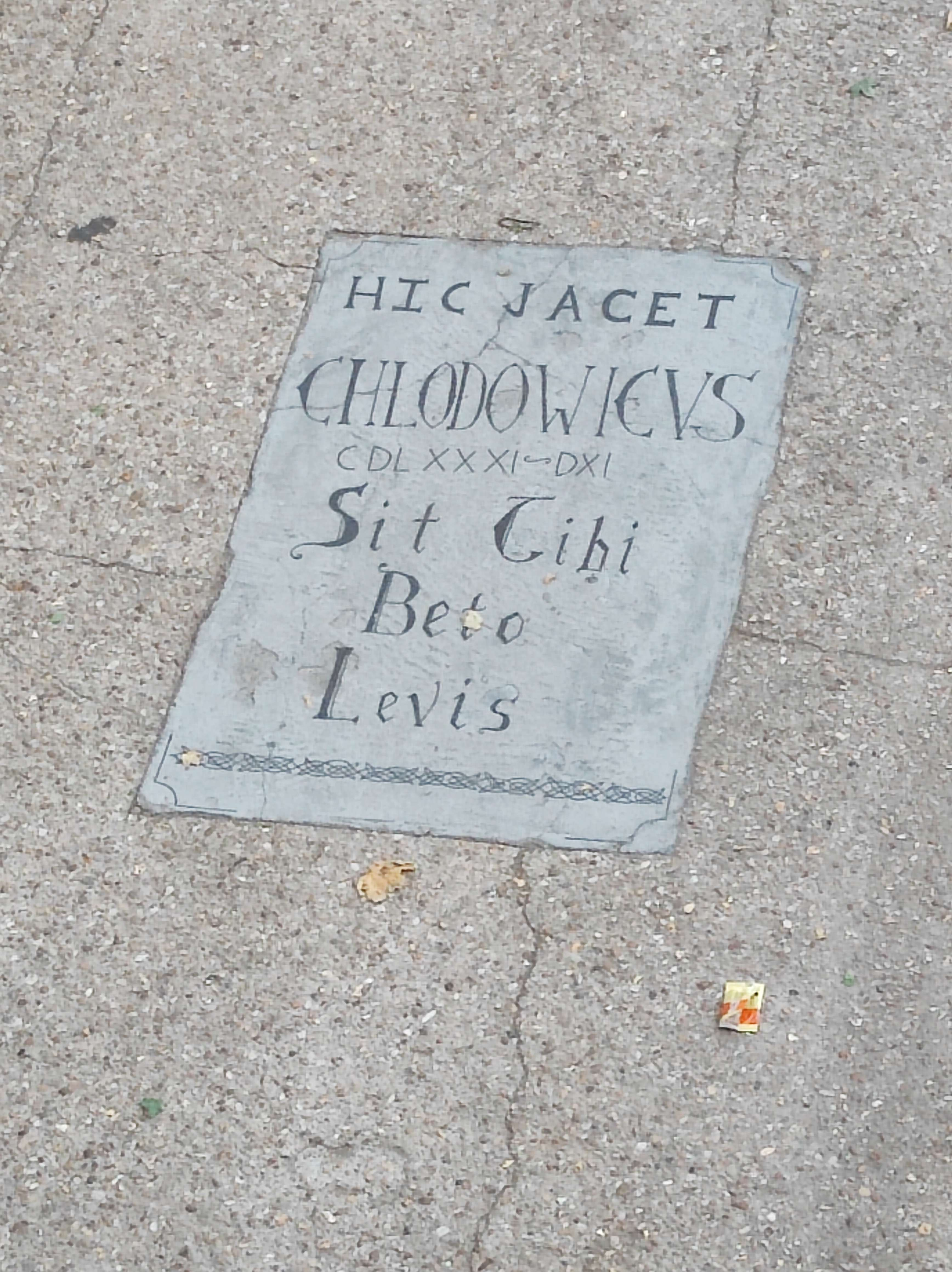
Tombe parodique de Clovis Ier devant la salle des hypochartes, dessinée par les élèves préparationnaires au lycée Henri-IV.
« Hic jacet Chlodowicus/CDLXXXI-DXI/Sit tibi beto levis » (« Ici repose Clovis, 481-511, Que le béton te soit léger »).

Compte tenu du petit nombre de places mises au concours — 12 pour la section A et 8 pour la section B en 2015 — seuls trois lycées ont chacun deux divisions (une de première année, une de seconde année) qui préparent les deux sections (A et B) de ce concours. Par ordre alphabétique, ce sont:
- le lycée Fustel-de-Coulanges à Strasbourg
- le lycée Henri IV à Paris
- le lycée Pierre-de-Fermat à Toulouse.

Sept autres établissements proposent une préparation à la section B du concours, mais ne disposent pas de classes de plein effectif ; les élèves sont intégrés dans des khâgnes :
- le lycée Michel-Montaigne de Bordeaux
- le Lycée Carnot de Dijon
- le lycée Faidherbe de Lille
- le lycée Édouard-Herriot de Lyon
- le lycée Alphonse-Daudet de Nîmes
- le lycée Camille-Guérin de Poitiers
- le lycée Chateaubriand de Rennes.

En outre, le lycée Henri-IV à Paris ouvre aux khâgneux des autres lycées parisiens ou franciliens ses enseignements de préparation aux deux épreuves de la section B (histoire médiévale et histoire moderne) qui n'existent pas aux concours des ENS.